# Венеційський спрітц
Спритц або Венеційський спритц (вен. Spriz або Spriss; італ. Spritz veneziano; нім. Spritzer — «сплеск» / «ігристе») — італійський коктейль австрійського походження на основі ігристого вина просекко, італійського лікеру Aperetivo і, можливим додаванням содової води. Класифікується як газований коктейль. Належить до офіційних напоїв Міжнародної асоціації барменів (IBA), категорія «Напої нової ери» (англ. New Era Drinks).

## Історія
Спритц народився у 1800-х роках у королівстві Ломбардія і Венеція яке у той час було частиною Австрійської імперії. Австрійські солдати, купці, дипломати та службовці імперії Ґабсбургів у Венето швидко звикли пити місцеве вино, але вони не були призвичаєні до міцності венеційських вин, вміст алкоголю у яких був значно вищим, ніж вони звикли. Австрійці почали просити місцевих господарів вприснути у вино пару крапель води (spritzen, німецькою мовою), щоб зробити вино легшими. Первісній оригінальний спритц складався із ігристого білого вина або червоного вина, розведеного джерельною водою.
З 1950х років рецепт спритц видозмінився до такого, як його звикли споживати зараз: аперитиво та ігристе.

## Спосіб приготування
Є декілька способів приготування коктейлю Veneziano Spritz:
- Aperitivo Spritz Santero — 60 мл (6 cl),
- Prosecco (або інше ігристе вино) — 60 мл (6 cl)

Іноді, для того, щоб зменшити насиченість смаку використовують такий рецепт: 
- просекко (інколи використовують інше ігристе вино) — 60 мл (6 cl)[5],
- аперитив  — 40 мл (4 cl),
- содова вода — долити